# Željko Maganjić
Željko Maganjić (Orguz, Livno, 1961. - Dugopolje, 1996.), bosanskohercegovački i hrvatski novinar i fotoreporter. 

## Životopis
Prije Domovinskog rata živio je u Livnu. Radio je kao profesor u poljoprivrednoj školi i kao kazališni glumac te kao dopisnik Slobodne Dalmacije iz Livna. S početkom rata objavljuje fotografije i reportaže s prvih crta bojišnica u Hrvatskoj i kasnije u Bosni i Hercegovini. Bio je i ratni fotoreporter Feral Tribunea. Ljeta i jeseni 1991. boravi na slavonskim bojištima gdje je kao jedini hrvatski novinar ušao u spaljeno selo Ćelije. Tih je mjeseci preselio iz Livna u Split. Kao Feralov fotoreporter sve vrijeme rata angažiran na bosanskoherecegovačkim ratištima, od Mostara preko Livna do Sarajeva. Poginuo u automobilskoj nesreći na putu između Splita i Livna, kod Dugopolja početkom listopada 1996. godine.

## Vanjske poveznice
Boris Dežulović i Predrag Lucić, "Odiseja u nemiru: Priča o Željku Maganjiću", Feral Tribune, 14. listopada 1996.  Arhivirana inačica izvorne stranice od 3. lipnja 2016. (Wayback Machine)